# Chalcidoptera bilunalis
Chalcidoptera bilunalis là một loài bướm đêm trong họ Crambidae.